# Лапский, Остап Васильевич
Оста́п Васи́льевич Ла́пский (1926—2012) — украинский языковед-просветитель, преподаватель кафедры украинской филологии Варшавского университета, единственный из зарубежных украиноязычных авторов лауреат Национальной премии имени Тараса Шевченко. Печатался в журнале «Наше слово» (Польша), изданиях Украины, в газете «Берестейский край». Его произведения вошли в онтологию Берестейщины «До тебе світе».

## Биография
Остап Лапский — учитель, поэт, эссеист, литературовед, языковед, переводчик, публицист. Он сын Полесья. Родился 7 июля 1926 года в селе Гуцки (ныне Кобринский район, Брестская область, Белоруссия) в крестьянской семье Василия и Дарьи — первых учителей и наставников в мире родного слова. Выпускник Вроцлавского и Варшавского университетов, работал преподавателем кафедры украинской филологии в Варшаве, сотрудничал с редакцией еженедельника «Наше слово» и лингвистической редакцией Польского радио. За принадлежность к «Солидарности» в 1981 году был уволен и 10 лет «просидел дома».
Умер 20 октября 2012 года в Варшаве (Польша).

## Издания
Активно печатался в «Нашому слові», «Нашій культурі», «Українському календареві», альманахах «Гомін», «Дукля», «Прапор», а также в журналах «Жовтень», «Слідами пам’яті», «Зерна», «Сучасність», «Над Бугом і Нарвою», «Берестейський край», «Підляські повідомлення», «Życie Literackie», «Magazyn Literacki», «Lithuania», «Arkadia», «Вісник Закерзоння», «Літературний провулок». Произведения поэта содеожатся в книгах Ф. Неуважного и І. Плєсьняровича «Antologia poezji ukraińskiej» и еще T. Kaрабовича «Po tamtej stronie deszczu».
Отдельно вышли три сборника его произведений, изданные украинским архивом: «Мій по читачу» (Варшава, 2000), «Обабіч: істини?!» (Варшава, 2003) та «Себе: розшукую?!» (Варшава, 2003).
На Украине, к сожалению, почти неизвестен.

## Награды и премии
- Национальная премия Украины имени Тараса Шевченко (2007) — за книги стихов «Себя ищу», «По обе стороны истины»
- Лауреат Международной премии им. Богдана Лепкого